# Talent Team Papendal Arnhem (maschile)
Il Talent Team Papendal Arnhem è una società pallavolistica maschile olandese con sede ad Arnhem: milita nel campionato di Eredivisie.

## Storia
Il Talent Team Papendal Arnhem viene fondato nel 2013, con l'intento di creare un club specializzato nell'attività giovanile. Il club accoglie atleti dai quattordici ai diciotto anni, curandone l'educazione scolastica e offrendo loro strutture all'avanguardia, oltre a un team di nutrizionisti, fisioterapisti e lifestyle coach, preparandoli alla carriera professionistica. Iscritto in Topdivisie, ottiene immediatamente la promozione in Eredivisie, debuttandovi nella stagione 2014-15.

## Rosa 2023-2024
| N° | Nome              | Ruolo | Data di nascita   | Nazionalità sportiva |
| -- | ----------------- | ----- | ----------------- | -------------------- |
| 1  | Ayhan Firat       | L     | 24 novembre 2006  | Paesi Bassi          |
| 2  | Fons Hoffmann     | C     | 28 luglio 2007    | Paesi Bassi          |
| 3  | Jort van der Laan | L     | 5 luglio 2005     | Paesi Bassi          |
| 4  | Chiel Mecklenfeld | P     | 11 luglio 2005    | Paesi Bassi          |
| 5  | Thom van der Ent  | C     | 24 marzo 2005     | Paesi Bassi          |
| 6  | Cas Veerman       | C     | 13 febbraio 2007  | Paesi Bassi          |
| 7  | Koen Sanders      | S     | 31 maggio 2005    | Paesi Bassi          |
| 8  | Xander Bomert     | O     | 22 gennaio 2005   | Paesi Bassi          |
| 9  | Ilja van der Pijl | P     | 24 novembre 2003  | Paesi Bassi          |
| 10 | Luuk Steenbergen  | C     | 12 gennaio 2006   | Paesi Bassi          |
| 11 | Boris Thumann     | S     | 28 settembre 2007 | Paesi Bassi          |
| 12 | Lukas Sleurink    | S     | 27 ottobre 2006   | Paesi Bassi          |
| 13 | Saimen Hage       | S     | 20 febbraio 2005  | Paesi Bassi          |
| 14 | Yoran Koezema     | O     | 28 ottobre 2005   | Paesi Bassi          |
| 15 | Jip Schurkens     | S     | 2006              | Paesi Bassi          |
| 16 | Sten van Tarel    | P     | 11 febbraio 2005  | Paesi Bassi          |